# Chronik der Stadt München/1601–1700
Diese Liste ist eine Teilliste der Chronik der Stadt München. Sie listet Ereignisse der Geschichte Münchens aus dem 17. Jahrhundert auf.

## 1615
- Fertigstellung des Dianatempels im Hofgarten

## 1619
- 8. Oktober: Vertrag von München zwischen Herzog Maximilian I. und Kaiser Ferdinand II.

## 1638
- Errichtung der Mariensäule

## 1664
- Baubeginn Schloss Nymphenburg

## 1677
- Fertigstellung der Stephanskirche

## 1691
- Abbruch des Hinteren Schwabinger Tors